# Iniemamocni 2
Iniemamocni 2 (oryg. Incredibles 2) – przygodowy film animowany z 2018 roku, piętnasty film w formacie 3D wyprodukowany razem przez Disney i Pixar. Film jest kontynuacją filmu Iniemamocni z 2004.

## Fabuła
Podczas gdy Bob Parr zmaga się z problemami wychowawczymi swoich dzieci, jego żona Helen, znana także, jako Elastyna, realizuje swe aspiracje, podejmując pracę w lidze antyprzestępczej.

## Obsada
- Craig T. Nelson jako Bob Parr / Mr. Incredible
- Holly Hunter jako Helen Parr / Elastigirl
- Sarah Vowell jako Violet Parr
- Huck Milner jako Maks Parr
- Eli Fucile jako Jack-Jack Parr
- Samuel L. Jackson jako Lucius Best / Frozone
- Bob Odenkirk jako Winston Deavor
- Catherine Keener jako Evelyn Deavor
- Bill Wise jako dostawca pizzy
- Brad Bird jako Edna "E" Mode
- Jonathan Banks jako Rick Dicker
- Michael Bird jako Tony Rydinger
- Sophia Bush jako Karen / Voyd
- Paul Eiding jako Gus Burns / Reflux
- Isabella Rossellini jako Ambasador

### Wersja polska
- Piotr Fronczewski – Pan Iniemamocny (Bob)
- Dorota Segda – Elastyna (Helen)
- Karolina Gruszka – Wiola
- Borys Wiciński – Max
- Sonia Bohosiewicz – Evelyn Deavor
- Grzegorz Małecki – Winston Deavor
- Jakub Gawlik – Tony Rydinger
- Olga Jackowska – Edna
- Piotr Gąsowski – Mrożon
- Jerzy Kryszak – Dicker
- Ewa Prus – Telesa
- Przemysław Nikiel – Kruszyciel
- Małgorzata Niemirska – Pani ambasador
- Maciej Orłoś – Chad Brentley
- Bartosz Wesołowski – Ekrantyran / dostawca pizzy
- Nick Bir – Dzidzia demon
- Hanna Śleszyńska – Malina
- Mieczysław Morański – Refluks
- Marcin Przybylski – Elektro
- Adam Bauman – Burmistrz
- Marcin Dubiel – Gerard Kluczyk
- Krzysztof Cybiński – Detektyw 1
- Leszek Filipowicz – Detektyw 2
- Marcin Troński – Człowiek Szpadel

## Odbiór

### Box office
Film odniósł sukces finansowy. W weekend otwarcia w amerykańskich kinach film zarobił 182 milionów dolarów, ustanawiając nowy rekord otwarcia dla filmu animowanego. W sumie zarobił na świecie w tym okresie ponad 230 milionów dolarów. Przez cały okres wyświetlania film zarobił łącznie około 1245 mln USD.

### Opinie krytyków
Produkcja spotkała się z pozytywną reakcją krytyków. 93% z 384 recenzji na Rotten Tomatoes jest pozytywne, a średnia ważona ocen wystawionych na ich podstawie wyniosła 7,8 na 10. W serwisie Metacritic średnia ważona ocen wystawionych na podstawie 51 recenzji wyniosła 80 na 100.